# Jane K. Cleland
Pour les articles homonymes, voir Cleland.
Jane K. Cleland, née à Boston, est une romancière américaine, autrice de romans policiers.

## Biographie
Jane K. Cleland a grandi à Newton dans le Massachusetts. Elle est diplômée de la Newton High School. Elle a ensuite fréquenté l'université de Denver, obtenant un baccalauréat universitaire ès lettres en anglais et en théâtre. Elle a obtenu une maîtrise en administration des affaires en marketing et gestion du Babson College et un master of Fine Arts en écriture dramatique et en écriture de discours de la Western Connecticut State University (en).
En 2006, elle publie son premier roman, Consigned to Death, premier volume d'une série consacrée à Josie Prescott, une antiquaire dans une petite ville de la côte du New Hampshire, évaluatrice d'antiquités. Pour ce roman, elle est nommés pour le prix Agatha et le prix Macavity du meilleur premier roman.
En 2016, elle est lauréate du prix Agatha du meilleure ouvrage non fictionnel avec Mastering Suspense, Structure, and Plot: How to Write Gripping Stories that Keep Readers on the Edge of Their Seats et en 2018 avec Mastering Plot Twists: How to Use Suspense, Targeted Storytelling Strategies, and Structure to Captivate Your Readers.

## Œuvre

### Romans

#### SérieJosie Prescott
- Consigned to Death (2006)
- Deadly Appraisal (2007)
- Antiques To Die For (2008)
- Killer Keepsakes (2009)
- Silent Auction (2010)
- Deadly Threads (2011)
- Dolled Up for Murder (2012)
- Lethal Treasure (2013)
- Blood Rubies (2014)
- Ornaments of Death (2015)
- Glow of Death (2016)
- Antique Blues (2018)
- Hidden Treasures (2020)
- Jane Austen’s Lost Letters (2021)

#### Nouvelles

##### SérieJosie Prescott
- Killing Time, Alfred Hitchcock's Mystery Magazine, novembre 2008
- Designed To Kill, Alfred Hitchcock Mystery Magazine, juin 2009
- Booked for Murder, Alfred Hitchcock's Mystery Magazine, janvier 2015

##### Autres nouvelles
- Last Supper, Alfred Hitchcock's Mystery Magazine, juin 2012
- Night Flight to Bali, Alfred Hitchcock's Mystery Magazine, septembre 2017

#### Ouvrages non fictionnels
- Business Writing for Results
- Putting First What Matters Most
- Mastering Suspense, Structure, and Plot: How to Write Gripping Stories that Keep Readers on the Edge of Their Seats (2016)
- Mastering Plot Twists: How to Use Suspense, Targeted Storytelling Strategies, and Structure to Captivate Your Readers (2018)

## Prix et distinctions

### Prix
- Prix Agatha 2016 du meilleur ouvrage non fictionnel pour Mastering Suspense, Structure, and Plot: How to Write Gripping Stories that Keep Readers on the Edge of Their Seats[1]
- Prix Agatha 2018 du meilleur ouvrage non fictionnel pour Mastering Plot Twists: How to Use Suspense, Targeted Storytelling Strategies, and Structure to Captivate Your Readers[1]

### Nominations
- Prix Agatha 2006 du meilleur premier roman pour Consigned to Death[1]
- Prix Macavity 2007 du meilleur premier roman pour Consigned to Death[2]
- Prix Macavity 2017 du meilleur ouvrage non fictionnel pour Mastering Suspense, Structure, and Plot: How to Write Gripping Stories that Keep Readers on the Edge of Their Seats[2]
- Prix Anthony 2019 du meilleur ouvrage non fictionnel pour Mastering Plot Twists: How to Use Suspense, Targeted Storytelling Strategies, and Structure to Captivate Your Readers[3]